# Visitador apostólico

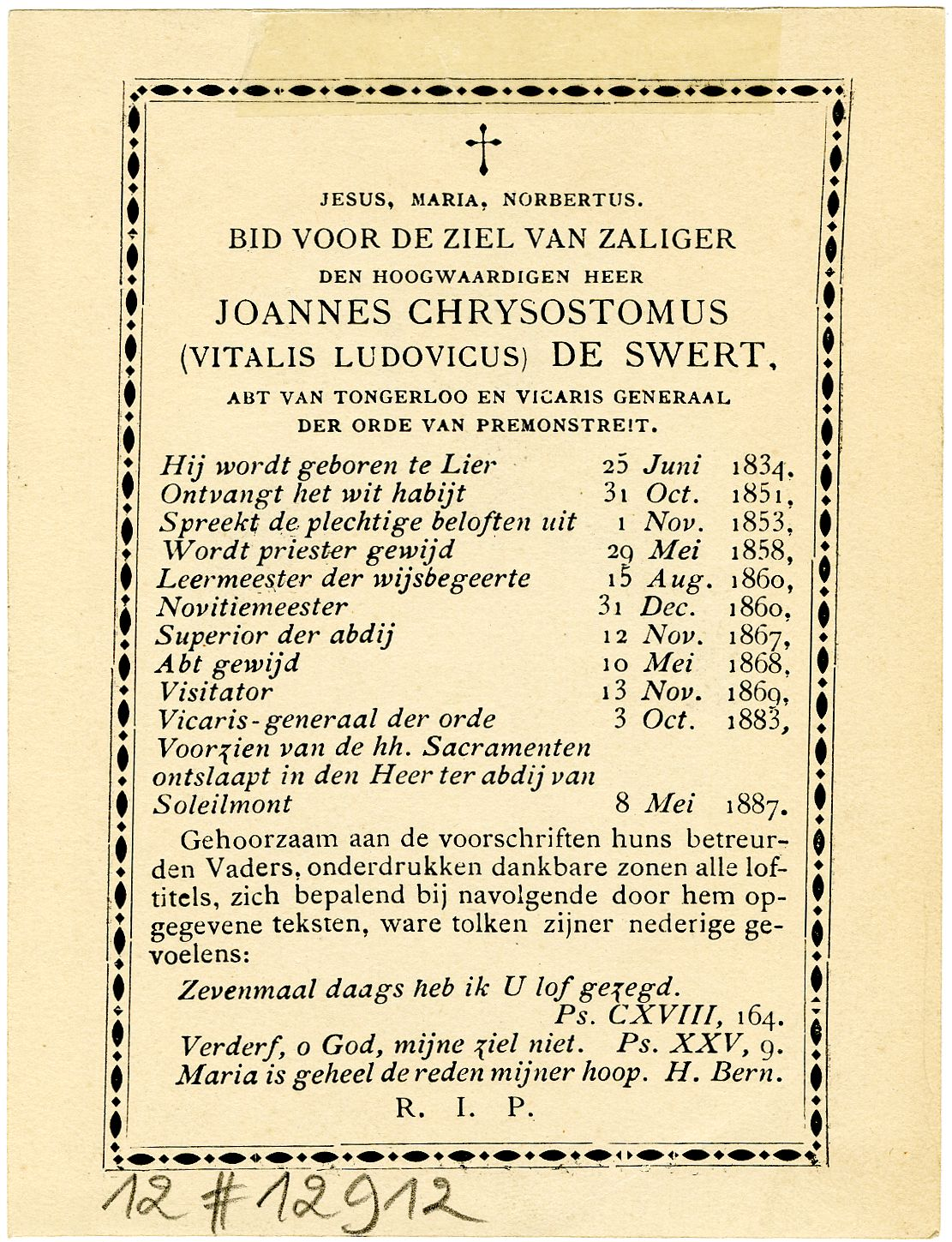
De Swert, Joannes Chrysostomus (1834-1887)

Visitador apostólico é um representante do papa com a missão transitória de realizar uma visita canônica de duração relativamente curta. O visitador é encarregado de investigar uma circunstância específica numa diocese ou país e submeter um relatório para a Santa Sé com suas conclusões.

## História
Visitadores apostólicos são os oficiais eclesiásticos que os canonistas geralmente classificam como legados papais, mas eles diferem de outros delegados apostólicos principalmente pela natureza transitória de sua missão e da duração relativamente curta de sua função.
Antigamente, os papas exerciam seu direito de inspecionar as dioceses dos vários países através de seus núncios ou delegados, apesar de, ocasionalmente, especialmente nos tempos mais antigos, eles terem enviado visitadores especiais.
Em tempos modernos, a missão do núncio papal é diplomática e não tem o caráter de visitador que tinha antigamente. Já estes são escolhidos pelo papa para emergências específicas e não seguem nenhuma periodicidade pré-determinada. Sua função é inspecionar o estado geral da Igreja Católica no país em questão e reportar suas conclusões. Por vezes, esta visita é realizada com o mesmo nível de detalhe dispensado às visitas episcopais.
Visitadores apostólicos são nomeados também para visitar várias províncias de uma ordem religiosa sempre que o papa considerar útil ou necessário. Em todos os casos de visitas apostólicas, o papa, através de seus delegados, está exercitando sua suprema e imediata jurisdição sobre qualquer parte da Igreja Católica. Os poderes conferidos ao visitador podem ser conhecidos apenas por ele e sua delegação e sua função deixa imediatamente de existir no momento que seu relatório chega à Santa Sé através da Congregação Consistorial.
Para a cidade de Roma propriamente dita há uma Comissão de Visita Apostólica permanente estabelecida pelo papa Urbano VIII como uma das congregações romanas comandadas pelo cardeal-vigário. Ela foi transformada numa comissão pelo papa Pio X (Sapienti Consilio, de 29 de junho de 1908). Os visitadores apostólicos inspecionam anualmente as paróquias e instituições de Roma e reportam suas condições espirituais e materiais, dispensando atenção especial ao cumprimento das obrigações derivadas da natureza piedosa de suas fundações e legados em relação às missas e capelanias. 

## Atribuição
- "Visitors Apostolic" na edição de 1913 da Enciclopédia Católica (em inglês).  Em domínio público.